# Saint-Evroult-de-Montfort
Saint-Evroult-de-Montfort település Franciaországban, Orne megyében. Lakosainak száma 359 fő (2022. január 1.). Saint-Evroult-de-Montfort Chaumont, Cisai-Saint-Aubin, Gacé, Mardilly, Ménil-Hubert-en-Exmes, Résenlieu, Le Sap-André és La Trinité-des-Laitiers községekkel határos.

## Népesség
A település népessége az elmúlt években az alábbi módon változott:
| Lakosok száma | 355  | 350  | 353  | 340  | 339  | 338  | 336  | 348  | 359  |
|               | 2013 | 2015 | 2016 | 2017 | 2018 | 2019 | 2020 | 2021 | 2022 |